# Bisma elasmoscelis
Bisma elasmoscelis är en insektsart som beskrevs av Jacobi 1944. Bisma elasmoscelis ingår i släktet Bisma och familjen Lophopidae. Inga underarter finns listade i Catalogue of Life.